# Kudayathoor
Kudayathoor is een stad gelegen in het district Idukki in India. Het ligt langs de Thodupuzha-Puliyanmalaweg in de Indiase staat Kerala. Kudayathoor staat bekend om het omliggende landschap dat deels wordt gevormd door de West-Ghats.